# آرنولدسوایلر
آرنولدسوایلر (به آلمانی: Arnoldsweiler) یک منطقهٔ مسکونی در آلمان است که در دورن واقع شده‌است. آرنولدسوایلر ۳٬۱۸۵ نفر جمعیت دارد.

## خواهرخوانده
شهر Cormeilles خواهرخواندهٔ آرنولدسوایلر هست.